# تونی لوریانو
تونی لوریانو (انگلیسی: Tony Laureano؛ زادهٔ ۲۵ ژانویهٔ ۱۹۷۳) طبل‌زن اهل پورتوریکو است.